# 7 (getal)
Zeven is het natuurlijke getal dat zes opvolgt en aan acht voorafgaat. Het getal wordt weergegeven door het cijfer 7.

## In de wiskunde
Zeven is:
- het op drie na kleinste priemgetal, en het op een na kleinste mersennepriemgetal;
- een getal uit de rij van Lucas en de rij van Padovan;
- een zevenhoeksgetal;
- het kleinste aantal hoekpunten waarvoor de regelmatige veelhoek met dat aantal hoekpunten niet construeerbaar is met passer en liniaal.

{\displaystyle {\tfrac {1}{7}}} (één gedeeld door zeven) geeft geschreven met decimalen:
{\displaystyle 0{,}142857\,142857\,142857\dots }
De decimalen van deze breuk repeteren met het getal {\displaystyle 142857}.
Nu is de breuk {\displaystyle {\tfrac {1}{7}}} ook te schrijven als:
{\displaystyle {\frac {1}{7}}={\frac {7}{49}}={\frac {\frac {7}{50}}{\frac {49}{50}}}={\frac {\frac {7}{50}}{1-{\frac {1}{50}}}}}
Met {\displaystyle a={\tfrac {7}{50}}} en {\displaystyle r={\tfrac {1}{50}}} is dan:
{\displaystyle {\frac {1}{7}}={\frac {a}{1-r}}}
Het rechterlid is de somformule voor convergente meetkundige reeksen met beginterm {\displaystyle a} en factor (reden) {\displaystyle r}. Daarmee blijkt:
{\displaystyle {\frac {1}{7}}={\frac {7}{50}}+{\frac {7}{50^{2}}}+{\frac {7}{50^{3}}}+\cdots =\sum _{n=1}^{\infty }{\frac {7}{50^{n}}}}
Of ook:
{\displaystyle {\frac {1}{7}}=\sum _{n=1}^{\infty }{\frac {7\cdot 2^{n}}{100^{n}}}={\frac {14}{100}}+{\frac {28}{100^{2}}}+{\frac {56}{100^{3}}}+{\frac {112}{100^{4}}}+\cdots }

## In natuurwetenschap
- 7 is het atoomnummer van stikstof.
- In de kleurcode voor elektronische componenten wordt 7 aangeduid met de kleur violet (paars).
- In de kleurcodering in de bibliotheek wordt de 7 door de letter J op een oranje vlak gerepresenteerd.

## In de informatica
- Bij digitalisering van spraak (zie ADC) worden er per signaalmonster 7 bits gebruikt om de signaalsterkte aan te geven (het achtste bit is een tekenbit).

## In numerologie
- Het getal 7 wordt als geluksgetal beschouwd. Dit heeft er waarschijnlijk mee te maken dat het de som is van de "heilige" getallen 3 en 4.

## Geschiedenis
- De Griekse stad Thebe had zeven poorten (zie Zeven tegen Thebe).
- De stad Rome werd gebouwd op zeven heuvels en telde zeven koningen.
- In de klassieke oudheid waren zeven 'planeten' bekend. Verder waren er zeven kleuren van de regenboog, zeven weekdagen, zeven wetenschappen en zeven wereldwonderen.
- In Vergilius' Aeneis zwerft Aeneas zeven jaar rond, van Troje tot Italië.
- Er zijn zeven werken van barmhartigheid, hoewel er in de Bijbel maar zes worden genoemd.
- In Londen bestaan er zeven monumentale begraafplaatsen: de Magnificent Seven

## Religie enspiritualiteit
- Volgens sommige religies schiep God de wereld in zes dagen, waarbij de zevende dag (de sjabbat) een heilige dag is. Joden houden op deze dag een rustdag. Dit bepaalt ook de lengte van de week. Dat geldt ook voor sommige christenen zoals de zevendedagsadventisten. Andere christenen houden hun rustdag op de zondag.
- In de antroposofie wordt het leven in fases van zeven jaren ingedeeld. De oorsprong van deze gedachte ligt in de astrologie; de omwenteling van de planeet Uranus om de zon en die van de maan om de aarde.
- De Rooms-Katholieke Kerk kent zeven sacramenten.
- Er zijn in zijn eenvoudigste vorm zeven chakra's.
- Er zijn zeven hoofdzonden en zeven werken van barmhartigheid.
- In de Bijbel komt het getal 7 erg vaak voor. Als er sprake is van een gering aantal, dan is dat vaak zeven.

## In de muziek
- The Magnificent Seven is een Nederlandse popgroep.
- "Seven Horses in the Sky" is een nummer van de Belgische popgroep The Pebbles.
- ''Seven Nation Army'' is een nummer van het Amerikaanse Rockduo The White Stripes.
- 7 is een album van de Engelse popgroep S Club 7, uit 2000.
- 7 is ook een album van de Britse ska-band Madness, uit 1981.
- Seventh Son of a Seventh Son is een album van de Engelse heavymetalband Iron Maiden, uit 1988.
- Veel toonladders hebben zeven tonen.
- Er is een Koreaanse zanger genaamd Se7en.
- Prince schreef het spirituele nummer 7
- De symfonische rockband IQ bracht zijn cassettedebuut Seven Stories into Eight in 1989 opnieuw uit met de titel Seven Stories into Ninety Eight. Het zevende reguliere album van deze band had als titel The Seventh House.
- De Amerikaanse band Toto noemde zijn zevende studioalbum The Seventh One, terwijl de vierde en de veertiende Toto IV en Toto XIV heetten.

## In films
- Een film uit 1954 van Akira Kurosawa is getiteld De zeven samoerai.
- Een western uit 1960 met Steve McQueen is getiteld The Magnificent Seven.
- Een film uit 1995 van David Fincher, met Morgan Freeman en Brad Pitt, is getiteld Se7en.
- In 1957 kwam Het zevende zegel uit, een film van Ingmar Bergman.
- Er zijn twee films met de titel Seven Years in Tibet, uit respectievelijk 1956 en 1997.

## In lectuur en literatuur
- Er zijn zeven dwergen in het sprookje Sneeuwwitje en de zeven dwergen.
- Er zijn zeven geiten in het sprookje De wolf en de zeven geitjes.
- De reus uit het verhaal van Klein Duimpje liep op zevenmijlslaarzen.
- In de verhalen van James Bond heeft de agent als geheim nummer 007.
- De 7 kristallen bollen is een Kuifje-album.
- Het zevende zegel is het vierde boek uit de Gangreen-cyclus van Jef Geeraerts.
- De Wraak van Zeven is het vijfde boek uit de Lorien Legacies serie.

## In de sport
- 7 was het rugnummer van vijf legendarische spelers van het voetbalteam van Manchester United: George Best, Bryan Robson, Éric Cantona, David Beckham en Cristiano Ronaldo.
- 7 was het rugnummer van Real Madrid-sterren Raúl González Blanco en Cristiano Ronaldo.
- Uit de Lotus Seven is later de Donkervoort sportwagen ontwikkeld.
- 7 is de laagste waarde van de piketkaarten.
- Er zijn zeven spelers (inclusief de keeper) in een handbal- en waterpoloteam.

## Overig
- Er zijn zeven dagen in een week en zeven kleuren van de regenboog.
- Er zijn zeven zeeën.
- Er zijn zeven werelddelen: Noord-Amerika, Zuid-Amerika, Europa, Azië, Afrika, Oceanië en Antarctica.
- Er zijn zeven schoonheden.
- Zeven is een plaats in de Duitse deelstaat Nedersaksen.
- De som van de stippen op twee tegenover elkaar liggende vlakken van een traditionele zeszijdige dobbelsteen is steeds zeven (1+6, 2+5 en 3+4).
- 7Up is een frisdrank.

## Schrijfwijze

- Het getal 7 wordt in sommige culturen met een horizontaal streepje door de verticale poot van het getal geschreven, bijvoorbeeld in Nederland. In andere culturen wordt de 7 zonder horizontaal streepje geschreven. Het horizontale lijntje wordt geacht verwarring in het schrijven met het getal 1 tegen te gaan.